# Powiat Wielicki
Der Powiat Wielicki ist ein Powiat (Kreis) im zentralen Teil der polnischen Woiwodschaft Kleinpolen. Er wird von den Powiaten Bochnia im Osten, Myślenice im Südwesten sowie Krakau und der Stadt Krakau im Nordwesten umschlossen.

## Gemeinden
Der Powiat umfasst fünf Gemeinden, davon zwei Stadt-und-Land-Gemeinden und drei Landgemeinden.

### Stadt-und-Land-Gemeinden
- Niepołomice
- Wieliczka

### Landgemeinden
- Biskupice
- Gdów
- Kłaj